# Alfonso Miguel Gañán Calvo
Alfonso Miguel Gañán Calvo és un enginyer espanyol, catedràtic de mecànica de fluids de l'Escola d'Enginyers de la Universitat de Sevilla des de 2000. La seva trajectòria professional s'ha desenvolupat en el camp de la física de fluids, destacant el seu descobriment del fenomen flow focusing i el posterior desenvolupament d'aplicacions transversals a diferents àmbits industrials. En 2001 va fundar Ingeniatrics com a empresa derivada de la Universitat de Sevilla, amb seu a Camas per comercialitzar alguns descobriments en microcàpsules i flow focusing.
Això li va valer el XII Premi a la Recerca Javier Benjumea Puigcerver de la Fundació Abengoa En 2009 li fou atorgat el Premi Nacional d'Investigació Juan de la Cierva.